# Ošská oblast
Ošská oblast (kyrgyzsky Ош облусу, přepis do latinky Oş oblusu, výslovnost Oš oblusu, rusky Ошская область, výslovnost: Ošskaja oblastj) je jedna ze sedmi oblastí v Kyrgyzstánu. Hlavním městem této oblasti je samosprávné město Oš. Ošská oblast sousedí s (podle směru podle směru hodinových ručiček od severu) Džalalabadskou oblastí, Narynskou oblastí, Sin-ťiangem, Čínou, Tádžikistánem, Batkenskou oblastí a Uzbekistánem.

## Geografie
Většina obyvatel žije v nížinaté severní části této oblasti poblíž Ferganské kotliny. Na jihu Ošské oblasti směrem k Alajskému hřbetu se zvyšuje nadmořská výška. Nadmořská výška klesá poblíž Alajské kotliny. Hranice s Tádžikistánem je hornatá, kvůli Zaalajskému hřbetu.
Dálnice M41 vede na jih hornaté oblasti od města Oš po hranice s Tádžikstánem. Od vesnice Sary-Tash vede dálnice směrem na východ k čínskému hraničnímu přechodu v Irkeshtamu. Další významná silnice vede západně přes rovinatou krajinu do Kyrgyzské Batkenské oblasti.

## Sesuvy půdy
Vzhledem k silnému dešti je oblast nechvalně známá pro sesuvy půdy. Dne 26. dubna 2004 zemřelo 33 lidí kvůli sesuvu půdy v obci Budalyk v okrese Alai. OCHA/GVA - 2004/0068, koordinátor OSN pro pomoc při mimořádných událostech ve své zprávě hlásil, že Ošskou oblast zasáhlo 16 sesuvů půdy.

## Demografie
Od roku 2009 zahrnuje Ošská oblast 4 města (Oš, Nookat, Uzgen a Kara-Suu), 2 městské osady a 474 vesnic. Počet obyvatel podle sčítání lidu, domů a bytů v roce 2009 činil 999 576 obyvatel. Z nich žije 82 841 lidí v městech a městských osadách a 916 735 ve vesnicích.

### Etnické skupiny (menšiny)
Podle sčítání lidu z roku 2009 bylo etnické složení Ošské oblasti následovné: Kyrgyzové 68,6% (758 036 obyvatel), Uzbeci 28% (308 688 obyvatel), Ujgurové (11 181 obyvatel) a Turci (10 934 obyvatel) 1%, Tádžikové 0,6% (6 711 obyvatel), Azerové 0,3% (3 224 obyvatel), Rusové (1 552 obyvatel), Tataři (1 337 obyvatel) a Dungani (793 obyvatel) 0,1%, a ostatní skupiny 0.2% (1 792 obyvatel).